# Pomodoro pelato

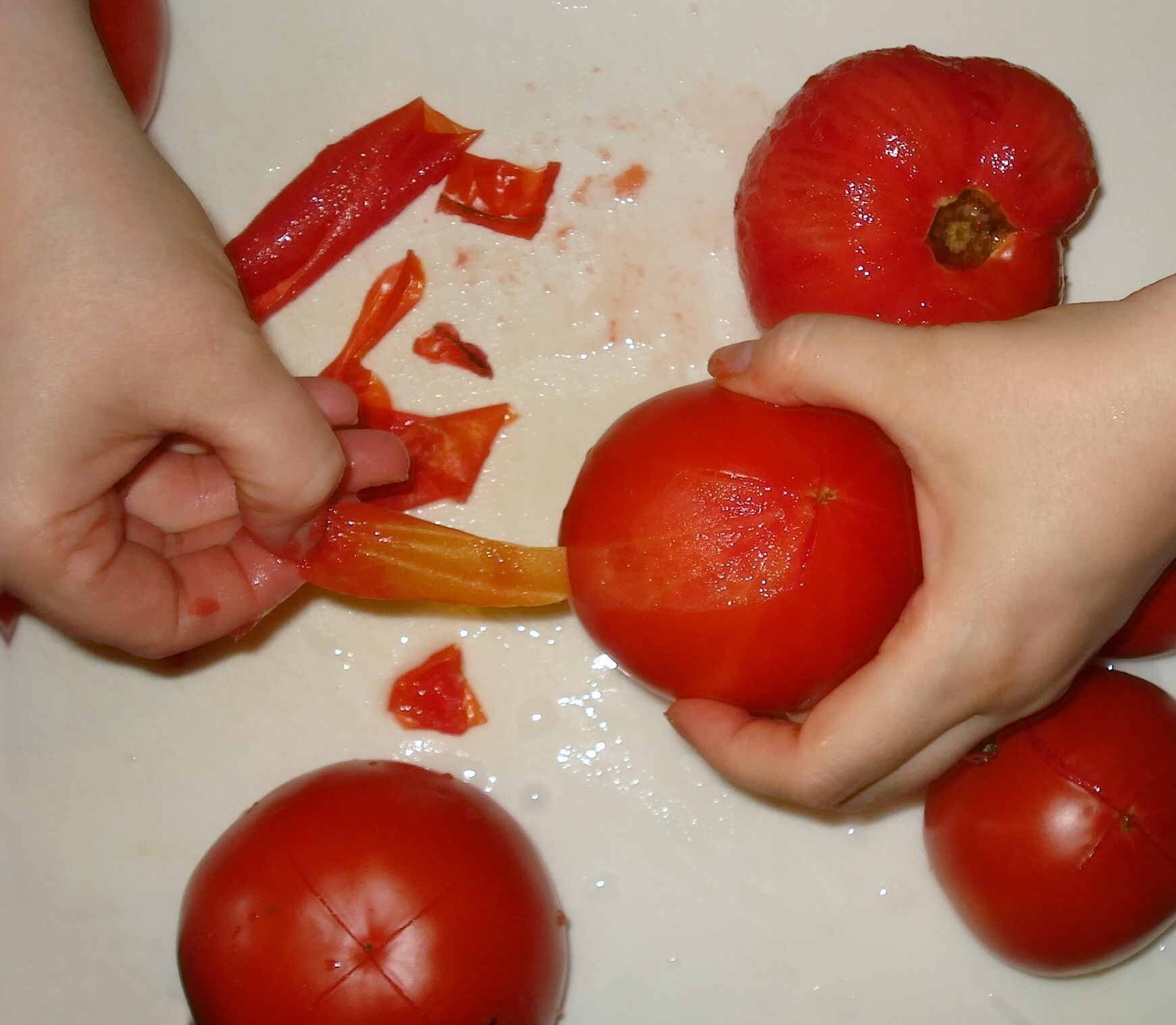
Pelatura dei pomodori

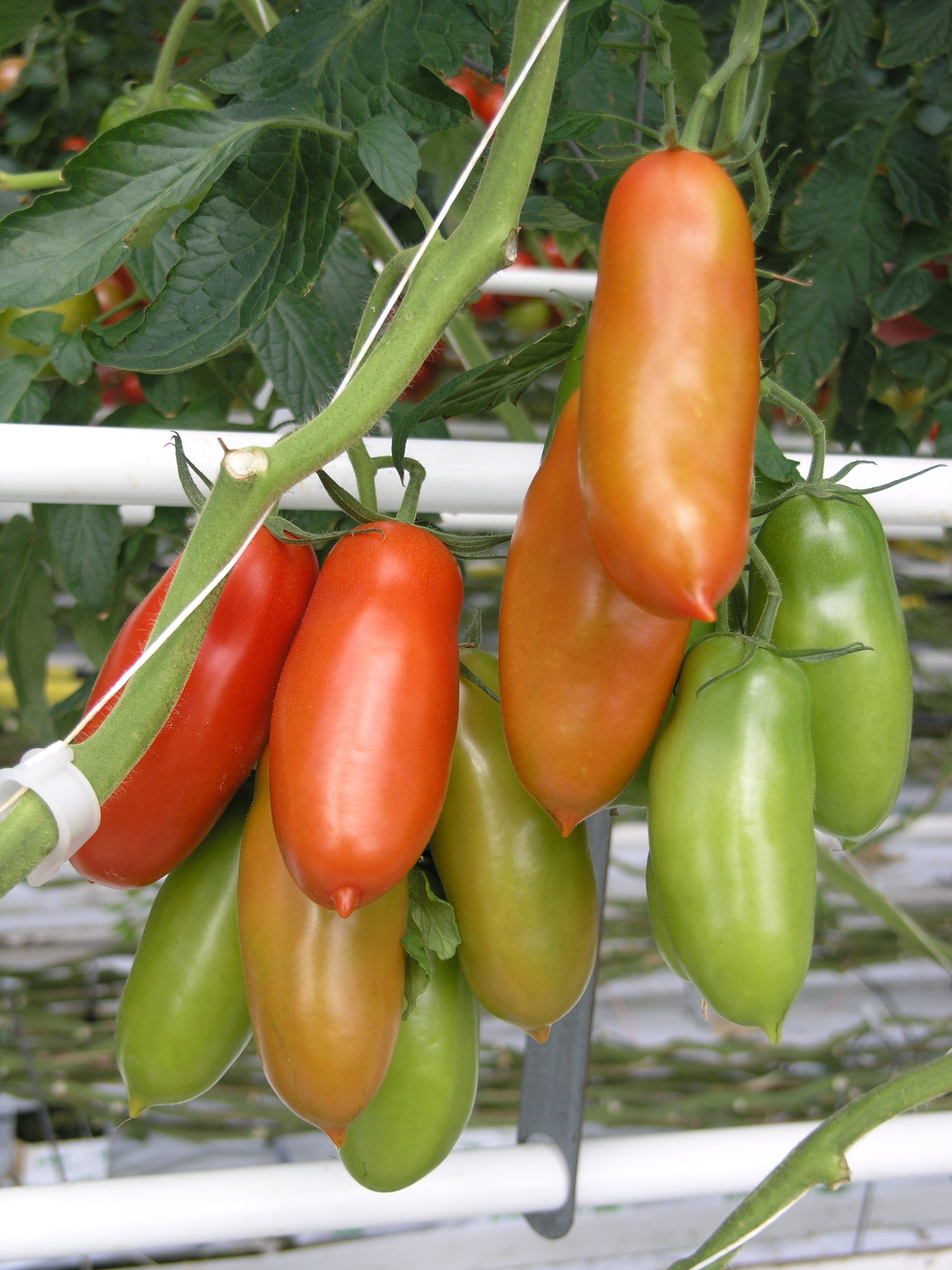
Un pomodoro San Marzano, da cui generalmente si producono i pelati

Il pomodoro pelato è una tipica conserva prodotta dall'industria alimentare.

## Procedimento di preparazione
Per la preparazione dei pelati, si utilizzano in genere i pomodori San Marzano. Questi, dopo una lavatura accurata, sono fatti bollire per almeno due minuti, al fine di agevolare il procedimento di spellatura.
Una volta sbucciati, attraverso un procedimento di automazione nell'ambito dell'industria alimentare, vengono introdotti nelle lattine e sigillati. Spesso la cottura finale avviene all'interno della latta stessa, per garantire una conservazione più lunga.

## Storia
Il procedimento di pelatura e cottura dei pomodori è stato concepito per una migliore conservazione e per permettere quindi di far uso del pomodoro anche d'inverno.
Le massaie preparavano questa conserva utilizzando vasetti di vetro in cui venivano inseriti i pomodori pelati e tenuti poi per il consumo nei mesi successivi.
L'industrializzazione di questo procedimento ebbe in Italia il suo principale pioniere in Francesco Cirio, al quale è dovuto l'inscatolamento in recipienti metallici dei pomodori pelati.